# 干香柏
干香柏（学名：Cupressus duclouxiana）为柏科柏木属下的一个种。

## 扩展阅读
- 图片 （页面存档备份，存于）